# Dimitrij Küttel
Dimitrij Küttel (Aarau, 18 de febrero de 1994) es un jugador de balonmano suizo que juega de lateral derecho en el HC Kriens-Luzern. Es internacional con la selección de balonmano de Suiza.
Su primer gran campeonato con la selección fue el Campeonato Europeo de Balonmano Masculino de 2020.
En diciembre de 2020 se le diagnosticó un tipo de cáncer, motivo por el cual tuvo que abandonar las canchas de balonmano durante un tiempo. Como apoyo al jugador en su tratamiento, la plantilla del Kadetten Schaffhausen se rapó el pelo.

## Palmarés

### Kadetten Schaffhausen
- Liga de balonmano de Suiza (6): 2014, 2015, 2016, 2017, 2019, 2022
- Copa de Suiza de balonmano (3): 2014, 2016, 2021

### HC Kriens
- Copa de Suiza de balonmano (1): 2023

## Clubes
| Club                  | País  | Año         |
| --------------------- | ----- | ----------- |
| Kadetten Schaffhausen | Suiza | 2013 - 2022 |
| HC Kriens-Luzern      | Suiza | 2022 - Act. |